# Wspólnota starokatolicka w Bratysławie
Wspólnota starokatolicka w Bratysławie (sk: Starokatolícka komunita v Bratislave) – wspólnota Kościoła Starokatolickiego w Republice Czeskiej działająca na Słowacji. Duszpasterzem wspólnoty jest ks. Martin Kováč. Nabożeństwa sprawowane są najczęściej w kaplicy akademickiej Wydziału Teologii Ewangelickiej Uniwersytetu Komeńskiego przy ulicy Bartókovej 8 w każdą niedzielę o godzinie 16:00. Liturgia sprawowana jest w języku słowackim. Wspólnota ma charakter ekumeniczny i otwarty dla chrześcijan różnych wyznań. 
Wspólnota starokatolicka w Bratysławie rozpoczęła swoją działalność 6 marca 2016 roku z inicjatywy ks. diakona Martina Kováča, duchownego Kościoła Starokatolickiego w Czechach pochodzenia słowackiego. 1 maja 2016 roku wspólnotę odwiedził z duszpasterską wizytą biskup Dušan Hejbal. 9 września 2017 ks. diakon Kováč przyjął święcenia kapłańskie prezbiteratu z rąk bp. dr. Pawła Stranskego w bratysławskim małym kościele ewangelickim (Malý evanjelický kostol). 